# Szymon Goldberg
Szymon Goldberg, född den 1 juni 1909 i Włocławek, Polen, död den 19 juli 1993 i Toyama, Japan, var en polsk-amerikansk violinist och dirigent.

## Biografi
Goldberg började redan som barn att spela fiol under sin uppväxt i Warszawa. År 1917 flyttade han till Berlin för att ta violinlektioner med Carl Flesch.
Åter i Warszawa debuterade han som violinist redan vid 12 års ålder och 1924 spelade han tre konserter med Berlins filharmoniker. Han engagerades sedan som konsertmästare i Dresden Philharmonic under åren 1925 – 29.
Han utsågs till konsertmästare i Berlin Philharmonic 1929 men tvingades på grund av Tredje Rikets framväxt lämna detta engagemang 1934, trots Wilhelm Furtwänglers försök att skydda de judiska medlemmarna i orkestern. Han var också medlem i en trio med Paul Hindemith och Emanuel Feuermann åren 1930 – 34.
Efter 1934 turnerade Goldberg i Europa med pianisten Lili Kraus och gjorde sin amerikanska debut i New York 1938 på Carnegie Hall. Under en turné i Asien blev de båda och deras familjer internerade på Java åren 1942 – 45 av japanerna.
Goldberg blev amerikansk medborgare 1953 och under åren 1951 – 63 undervisade han vid Aspen Music School, samtidigt som var aktiv som dirigent. År 1955 grundade han Nederlands kammarorkester i Amsterdam, vilken han ledde fram till 1979. Han var även dirigent för Manchester Camerata från 1977 – 79.
Goldberg var mycket engagerad inom musikutbildningen och undervisade vid Yale University 1978 – 82, vid Juilliard School i New York City 1978 – 80, vid Curtis Institute of Music i Philadelphia 1980 – 81 och Manhattan School of Music i New York från 1981. Från 1990 och fram till sin död ledde han New Japan Philharmonic i Tokyo.
Han gjorde också ett antal skivinspelningar och blev framför allt känd för sina tolkningar av Mozart- och Beethovensonater, som han spelade in tillsammans med Lili Kraus före andra världskriget, samt stycken av Mozart och Schubert inspelade tillsammans med Radu Lupu på 1970-talet.